# Amalia af Solms-Braunfels
Amalia af Solms-Braunfels (født 31. august 1602 på Schloss Braunfels i Braunfels, død 8. september 1675 i Haag) var fyrstinde af Oranien.
Hun giftede sig i 1625 med prins Frederik Henrik af Oranien og var formynderregent for sin søn Vilhelm II af Oranien 1650–1672.

## Liv og gerning
Hun var datter af Johann Albrecht I af Solms-Braunfels og Agnes af Sayn-Wittgenstein.
Amalias fader var rådgiver for Frederik V af Pfalz, den så kaldte "vinterkonge" af Böhmen, og familien indgik i dennes hof i Prag 1619 og fra 1621 i Haag.
Amalia var hoffrøken hos Elizabeth Stuart. Hun indledte i 1622 et forhold med Frederik Henrik af Oranien, som af Moritz af Nassau blev opfordret til at gifte sig med hende 1625. For at styrka relationerne med Europas monarkier oprettede ægtefællen et hof efter kongeligt forbillede, som Amalia organiserede efter forbillede fra hoffet i Böhmen.
Amalia var en ivrig samler af orientalsk porcelæn, genstande af lak og perler, elfenben og ædelsten og delte ægtefællens passion for kunst og samling af malerier. Ægteskabet synes at have været lykkeligt. Amalia fik arrangeret dynastiske ægteskaber for sina børn. Hun udøvede indflydelse over politiken, i begyndelsen som Frederiks rådgiver, og efter år 1640 åbent, efter at ægtefællen var blevet ramt af sygdom: hun modtog besøg af diplomater og udenlandske sendebud, og hendes indflydelse anses at have bidraget til indledningen af de fredsforhandlinger, som afsluttedes med Den westfalske fred i 1648. For hendes virke belønnedes hun med slottet Turnhout.
Ved sønnens død i 1650 blev hun medlem af formynderrådet for sønnesønnen sammen med svigerdatteren og kurfyrsten af Brandenburg. Som regent forsvarede hon energisk Huset Oraniens interesser med et monarki som mål.

## Børn
Frederik Hendrik og Amalia von Solms fik ni børn:
- Vilhelm 2. af Oranien (1626—50)
- Louise Henrietta af Oranien-Nassau (1627—67)
- Henriëtte Amalia af Nassau (1628)
- Elisabeth af Nassau (1630)
- Isabella Charlotte af Nassau (1632—42)
- Albertine Agnes af Oranien-Nassau (1634–96)
- Henriette Catherine af Nassau (1637—1708)
- Hendrik Lodewijk af Nassau (1639)
- Maria af Nassau (1642—88)